# وليام م بون
وليام م بون (بالإنجليزية: William M. Bunn)‏ (و. 1842 – 1923 م) هو سياسي من الولايات المتحدة الأمريكية ولد في فيلادلفيا، بنسيلفانيا.
وهو عضو في الحزب الجمهوري .